# Francisca de Jesús
Francisca de Jesús, nombre religioso de Isabel de Borja y Enríquez (Gandía, Valencia, 5 de enero de 1498-Valladolid, 28 de octubre de 1557) fue una monja clarisa coletina y escritora espiritual española.

## Biografía
Sus padres fueron Juan de Borja y Cattanei, II duque de Gandía, y María Enríquez de Luna, que tuvieron dos hijos: Isabel y Juan, III Duque de Gandía, el padre de san Francisco de Borja y de otros muchos hijos. En sus primeros años recibió una sólida formación humanística; aprendió latín y manejaba los clásicos, la Biblia y los Santos Padres. Cuando estaba ya concertado su matrimonio con el primogénito de los Duques de Segorbe, acertó a entrar a edad temprana en el Monasterio de las Descalzas de Gandía (Valencia), fundado por doce discípulas de santa Coleta, la reformadora de las clarisas, del que ya no quiso salir, vistiendo luego el hábito en 1511 y profesando al año siguiente. Según los relatos piadosos de la época, brilló por sus virtudes, era de conversación agradable, compuesta y amable en sus acciones, consejera discreta, paciente en los trabajos y de un corazón magnánimo. Se distinguió por su acendrada devoción al Sagrado Corazón de Jesús.

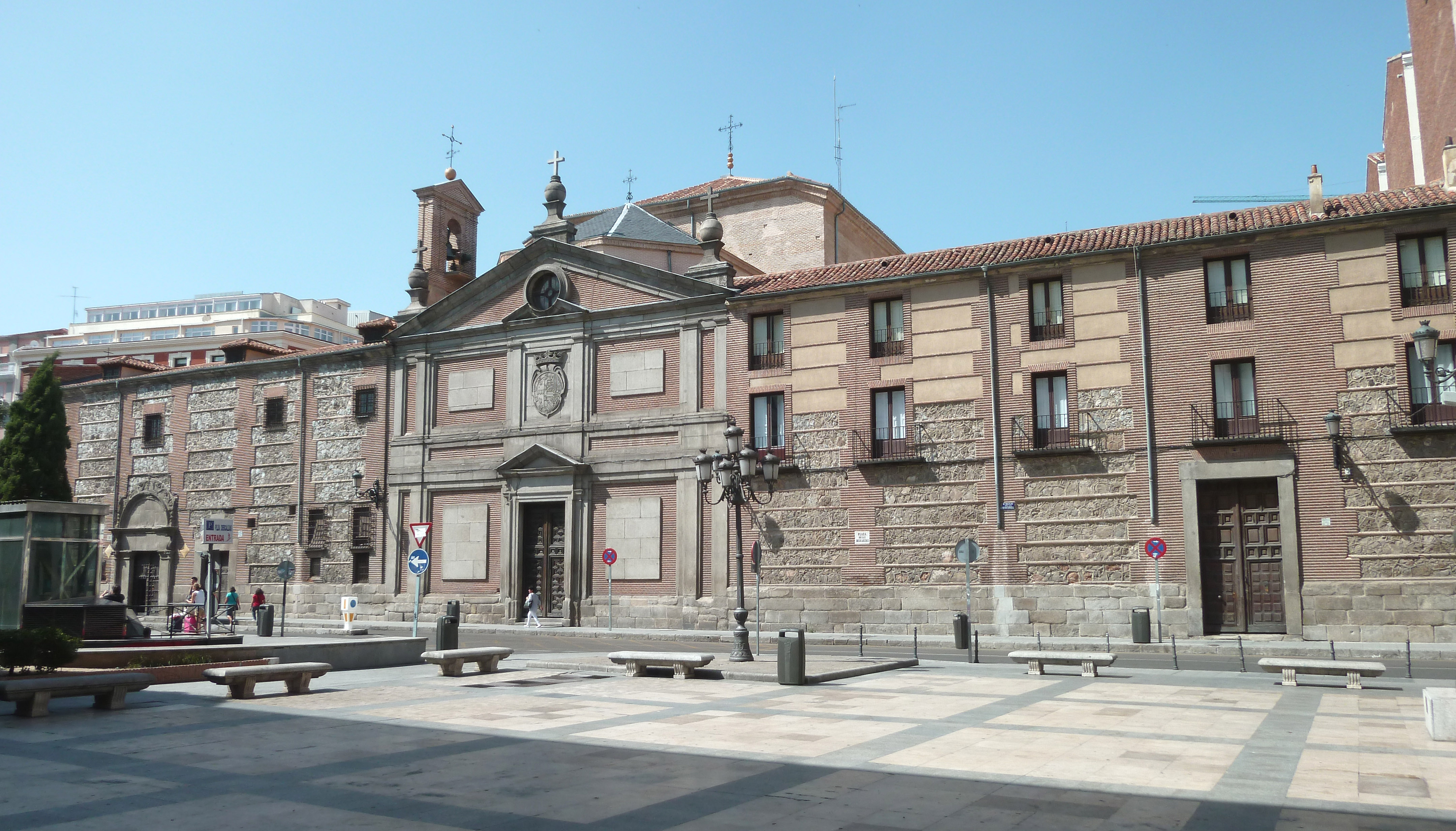
Monasterio de las Descalzas Reales en Madrid

Sor Francisca de Jesús de Borja fue elegida abadesa del Convento de Santa Clara de Gandía en 1533, y gobernó su monasterio hasta que, en 1548, renunció al cargo para poder hacer fundaciones lejos de su entorno familiar. Tuvo la satisfacción de ver religiosas de su monasterio de Gandía a su propia madre, sor María Gabriela, y a cinco sobrinas, hijas de su hermano Juan de Borja y Enríquez de Luna, hermanas por tanto de san Francisco de Borja. Liberada de su servicio como abadesa, salió a fundar algunos monasterios, y mientras trabajaba en la fundación del de las Descalzas Reales de Madrid, le sorprendió la muerte en Valladolid el 28 de octubre de 1557. Recibió sepultura en el convento de San Francisco, en el mismo sepulcro que, siete años antes, lo había sido del padre Juan de Tejeda.

## Obras literarias
Escribió algunas cartas y, además, compuso unas Exhortaciones espirituales, dirigidas a sus religiosas, que fueron impresas en Madrid el año 1616 con la Historia de la Fundación de las Descalzas Reales. Otro opúsculo suyo, publicado con los Tratados espirituales de san Francisco de Borja (Barcelona 1964), es De la imagen de Dios borrada, que es el alma del pecador.

## Ancestros
|  |                                                                                    |  |  |  |  |  |  |  |  |  |  |  |  |  |  |  |
|  | 16. Rodrigo Gil de Borja y Anglesola                                               |  |  |  |  |  |  |  |  |  |  |  |  |  |  |  |
|  |                                                                                    |  |  |  |  |  |  |  |  |  |  |  |  |  |  |  |
|  |                                                                                    |  |  |  |  |  |  |  |  |  |  |  |  |  |  |  |
|  | 8. Jofré de Borja y Escrivà                                                        |  |  |  |  |  |  |  |  |  |  |  |  |  |  |  |
|  |                                                                                    |  |  |  |  |  |  |  |  |  |  |  |  |  |  |  |
|  |                                                                                    |  |  |  |  |  |  |  |  |  |  |  |  |  |  |  |
|  | 17. Sibília de Escrivà y Pròixita                                                  |  |  |  |  |  |  |  |  |  |  |  |  |  |  |  |
|  |                                                                                    |  |  |  |  |  |  |  |  |  |  |  |  |  |  |  |
|  |                                                                                    |  |  |  |  |  |  |  |  |  |  |  |  |  |  |  |
|  | 4. Papa Alejandro VI                                                               |  |  |  |  |  |  |  |  |  |  |  |  |  |  |  |
|  |                                                                                    |  |  |  |  |  |  |  |  |  |  |  |  |  |  |  |
|  |                                                                                    |  |  |  |  |  |  |  |  |  |  |  |  |  |  |  |
|  | 18. Juan Domingo de Borja y Doncel, Señor de la Torre de Canals                    |  |  |  |  |  |  |  |  |  |  |  |  |  |  |  |
|  |                                                                                    |  |  |  |  |  |  |  |  |  |  |  |  |  |  |  |
|  |                                                                                    |  |  |  |  |  |  |  |  |  |  |  |  |  |  |  |
|  | 9. Isabel de Borja y Cavanilles                                                    |  |  |  |  |  |  |  |  |  |  |  |  |  |  |  |
|  |                                                                                    |  |  |  |  |  |  |  |  |  |  |  |  |  |  |  |
|  |                                                                                    |  |  |  |  |  |  |  |  |  |  |  |  |  |  |  |
|  | 19. Francina Llançol                                                               |  |  |  |  |  |  |  |  |  |  |  |  |  |  |  |
|  |                                                                                    |  |  |  |  |  |  |  |  |  |  |  |  |  |  |  |
|  |                                                                                    |  |  |  |  |  |  |  |  |  |  |  |  |  |  |  |
|  | 2. Juan de Borja y Cattanei, II Duque de Gandía                                    |  |  |  |  |  |  |  |  |  |  |  |  |  |  |  |
|  |                                                                                    |  |  |  |  |  |  |  |  |  |  |  |  |  |  |  |
|  |                                                                                    |  |  |  |  |  |  |  |  |  |  |  |  |  |  |  |
|  | 10. Giacomo de Candia, Conde dei Cattanei                                          |  |  |  |  |  |  |  |  |  |  |  |  |  |  |  |
|  |                                                                                    |  |  |  |  |  |  |  |  |  |  |  |  |  |  |  |
|  |                                                                                    |  |  |  |  |  |  |  |  |  |  |  |  |  |  |  |
|  | 5. Giovanna de Candia dei Cattanei                                                 |  |  |  |  |  |  |  |  |  |  |  |  |  |  |  |
|  |                                                                                    |  |  |  |  |  |  |  |  |  |  |  |  |  |  |  |
|  |                                                                                    |  |  |  |  |  |  |  |  |  |  |  |  |  |  |  |
|  | 11. Mencia Pinctoris                                                               |  |  |  |  |  |  |  |  |  |  |  |  |  |  |  |
|  |                                                                                    |  |  |  |  |  |  |  |  |  |  |  |  |  |  |  |
|  |                                                                                    |  |  |  |  |  |  |  |  |  |  |  |  |  |  |  |
|  | 1. Isabel de Borja y Enríquez                                                      |  |  |  |  |  |  |  |  |  |  |  |  |  |  |  |
|  |                                                                                    |  |  |  |  |  |  |  |  |  |  |  |  |  |  |  |
|  |                                                                                    |  |  |  |  |  |  |  |  |  |  |  |  |  |  |  |
|  | 24. Alfonso Enríquez, Almirante de Castilla                                        |  |  |  |  |  |  |  |  |  |  |  |  |  |  |  |
|  |                                                                                    |  |  |  |  |  |  |  |  |  |  |  |  |  |  |  |
|  |                                                                                    |  |  |  |  |  |  |  |  |  |  |  |  |  |  |  |
|  | 12. Fadrique Enríquez, Almirante de Castilla                                       |  |  |  |  |  |  |  |  |  |  |  |  |  |  |  |
|  |                                                                                    |  |  |  |  |  |  |  |  |  |  |  |  |  |  |  |
|  |                                                                                    |  |  |  |  |  |  |  |  |  |  |  |  |  |  |  |
|  | 25. Juana de Mendoza y Ayala                                                       |  |  |  |  |  |  |  |  |  |  |  |  |  |  |  |
|  |                                                                                    |  |  |  |  |  |  |  |  |  |  |  |  |  |  |  |
|  |                                                                                    |  |  |  |  |  |  |  |  |  |  |  |  |  |  |  |
|  | 6. Enrique Enríquez de Quiñones, Señor de Villada, Villavicencio, Orce y Baza      |  |  |  |  |  |  |  |  |  |  |  |  |  |  |  |
|  |                                                                                    |  |  |  |  |  |  |  |  |  |  |  |  |  |  |  |
|  |                                                                                    |  |  |  |  |  |  |  |  |  |  |  |  |  |  |  |
|  | 26. Diego Fernández de Quiñones, I Conde de Luna                                   |  |  |  |  |  |  |  |  |  |  |  |  |  |  |  |
|  |                                                                                    |  |  |  |  |  |  |  |  |  |  |  |  |  |  |  |
|  |                                                                                    |  |  |  |  |  |  |  |  |  |  |  |  |  |  |  |
|  | 13. Teresa Fernández de Quiñones y Álvarez de Toledo                               |  |  |  |  |  |  |  |  |  |  |  |  |  |  |  |
|  |                                                                                    |  |  |  |  |  |  |  |  |  |  |  |  |  |  |  |
|  |                                                                                    |  |  |  |  |  |  |  |  |  |  |  |  |  |  |  |
|  | 27. María Álvarez de Toledo                                                        |  |  |  |  |  |  |  |  |  |  |  |  |  |  |  |
|  |                                                                                    |  |  |  |  |  |  |  |  |  |  |  |  |  |  |  |
|  |                                                                                    |  |  |  |  |  |  |  |  |  |  |  |  |  |  |  |
|  | 3. María Enríquez de Luna                                                          |  |  |  |  |  |  |  |  |  |  |  |  |  |  |  |
|  |                                                                                    |  |  |  |  |  |  |  |  |  |  |  |  |  |  |  |
|  |                                                                                    |  |  |  |  |  |  |  |  |  |  |  |  |  |  |  |
|  | 28. Álvaro de Luna, Condestable de Castilla                                        |  |  |  |  |  |  |  |  |  |  |  |  |  |  |  |
|  |                                                                                    |  |  |  |  |  |  |  |  |  |  |  |  |  |  |  |
|  |                                                                                    |  |  |  |  |  |  |  |  |  |  |  |  |  |  |  |
|  | 14. Pedro de Luna y Manuel, Señor de Fuentidueña                                   |  |  |  |  |  |  |  |  |  |  |  |  |  |  |  |
|  |                                                                                    |  |  |  |  |  |  |  |  |  |  |  |  |  |  |  |
|  |                                                                                    |  |  |  |  |  |  |  |  |  |  |  |  |  |  |  |
|  | 29. Margarita Manuel de Villena                                                    |  |  |  |  |  |  |  |  |  |  |  |  |  |  |  |
|  |                                                                                    |  |  |  |  |  |  |  |  |  |  |  |  |  |  |  |
|  |                                                                                    |  |  |  |  |  |  |  |  |  |  |  |  |  |  |  |
|  | 7. María de Luna y Herrera                                                         |  |  |  |  |  |  |  |  |  |  |  |  |  |  |  |
|  |                                                                                    |  |  |  |  |  |  |  |  |  |  |  |  |  |  |  |
|  |                                                                                    |  |  |  |  |  |  |  |  |  |  |  |  |  |  |  |
|  | 30. Pedro García de Herrera, I Señor de la Villa de Ampudia y Mariscal de Castilla |  |  |  |  |  |  |  |  |  |  |  |  |  |  |  |
|  |                                                                                    |  |  |  |  |  |  |  |  |  |  |  |  |  |  |  |
|  |                                                                                    |  |  |  |  |  |  |  |  |  |  |  |  |  |  |  |
|  | 15. Elvira de Herrera y Ayala                                                      |  |  |  |  |  |  |  |  |  |  |  |  |  |  |  |
|  |                                                                                    |  |  |  |  |  |  |  |  |  |  |  |  |  |  |  |
|  |                                                                                    |  |  |  |  |  |  |  |  |  |  |  |  |  |  |  |
|  | 31. María de Ayala y Sarmiento                                                     |  |  |  |  |  |  |  |  |  |  |  |  |  |  |  |
|  |                                                                                    |  |  |  |  |  |  |  |  |  |  |  |  |  |  |  |
|  |                                                                                    |  |  |  |  |  |  |  |  |  |  |  |  |  |  |  |